# Acarretamento
Em lógica, o acarretamento (ou implicação lógica ou consequência semântica) é uma relação entre sentenças de uma linguagem formal de tal forma que se {\displaystyle {\boldsymbol {\Gamma }}} é um conjunto de sentenças e se {\displaystyle {\boldsymbol {\alpha }}} é uma sentença, então podemos concluir que a sentença {\displaystyle {\boldsymbol {\alpha }}} é verdadeira desde que todas as sentenças em {\displaystyle {\boldsymbol {\Gamma }}} o sejam. 
Em símbolos,
{\displaystyle {\boldsymbol {\Gamma }}\vDash {\boldsymbol {\alpha }}}
significa que o conjunto de sentenças de {\displaystyle {\boldsymbol {\Gamma }}} acarreta, ou tem como consequência semântica, a sentença {\displaystyle {\boldsymbol {\alpha }}}. Note que o acarretamento é uma relação semântica.
Tome como exemplo as seguintes sentenças:
(a) Dexter é americano.

(b) Dexter é um assassino.

(c) Dexter é um assassino americano.
Se as afirmações (a) e (b) são verdadeiras, nós sabemos que (c) é verdadeira.
Podemos dizer que:
(a) , (b) {\displaystyle \vDash } (c)
(a) e (b) acarretam (c) porque a situação descrita por (c) segue da situação descrita por (a) e (b) juntas.

De uma forma mais técnica, podemos dizer que {\displaystyle {\boldsymbol {\Gamma }}} acarreta {\displaystyle {\boldsymbol {\alpha }}} se para toda  atribuição de valores verdade P tal que {\displaystyle {\mathcal {V}}_{P}(\beta )=1} para toda proposição {\displaystyle \beta \in {\boldsymbol {\Gamma }}}, então {\displaystyle {\mathcal {V}}_{P}(\alpha )=1}.

Exemplo 1
{\displaystyle \alpha ,\alpha \to \beta \vDash \beta }

De fato, {\displaystyle {\mathcal {V}}_{P}(\alpha \to \beta )=0} se , e somente se, {\displaystyle {\mathcal {V}}_{P}(\alpha )=1} e {\displaystyle {\mathcal {V}}_{P}(\beta )=0}. Portanto, se {\displaystyle {\mathcal {V}}_{P}(\alpha \to \beta )=1} e {\displaystyle {\mathcal {V}}_{P}(\alpha )=1}, então necessariamente {\displaystyle {\mathcal {V}}_{P}(\beta )=1}.
Assim, dizemos que o conjunto de sentenças { {\displaystyle \alpha ,\alpha \to \beta } } acarreta a sentença {\displaystyle {\boldsymbol {\beta }}}.
Exemplo 2
Tome {\displaystyle A=\{\forall x\exists y:x=y\}} e {\displaystyle B=\{\exists x:x=x\}}. Então A não acarreta B, uma vez que um domínio vazio é um modelo de A mas não é um modelo de B. Ou seja, não é o caso que todos os modelos de A são modelos de B.

## Relação entre acarretamento e dedução
Idealmente, acarretamento e dedução são extensionalmente equivalentes. Contudo, isso não é sempre o caso.

Um sistema dedutivo S é completo para a linguagem L se e somente se {\displaystyle A\models _{L}X} implica {\displaystyle A\vdash _{S}X}: isto é, se todos os argumentos válidos são dedutíveis (ou prováveis) onde {\displaystyle \vdash _{S}} denota a relação de deducibilidade para o sistema S.
Um sistema dedutivo S é correto para uma linguagem L se e somente se {\displaystyle A\vdash _{S}X} implica {\displaystyle A\models _{L}X}: isto é, se argumentos não-inválidos são prováveis.

## Relação com condição lógica
Em alguns casos, acarretamento corresponde à condição lógica (denotado por {\displaystyle \supset }) da seguinte forma: na lógica clássica, {\displaystyle A\vDash B} se e somente se existem alguns subconjuntos finitos {\displaystyle \{A_{1},\dots ,A_{n}\}} de A e {\displaystyle \{B_{1},\dots ,B_{m}\}} de B onde {\displaystyle \varnothing \models A_{1}\land \dots \land A_{n}\supset B_{1}\lor \dots \lor B_{m}}.